# Borgarnes
Borgarnes je majhno mesto na obali fjorda Borgarfjörður na Islandiji, približno 60 kilometrov severno od prestolnice Reykjavík. Po popisu iz leta 2011 ima 1.763 prebivalcev. Borgarnes je gospodarsko središče velikega dela zahodne Islandije.